# Maria Domenica Fumasoni Biondi
Maria Domenica Fumasoni Biondi (née à Rome le 6 mars 1766 et morte à Marino, le 22 juillet 1828) est une archéologue italienne. 

## Biographie
Maria Domenica Fumasoni vit à Marino, une petite ville des Castelli Romani, lorsqu'elle rencontre l'archéologue Luigi Biondi et l'épouse en 1792 : ils eurent un fils, Francesco, notaire à Marino et poète, qui hérita de la titre de marquis accordé à son père par la Savoie en vertu de ses services.
Fumasoni Biondi redécouvre la technique de tissage de fibres d'amiante : examinant certaines tombes romaines trouvées à la Villa Rufinella à Frascati, une fouille sur laquelle son mari travaillait, elle remarque une toile d'amiante exhumée et explique la manière dont elle fut tissée. Plus tard, elle présente ses conclusions en 1806 devant l'académie des Lincei. Feliciano Scarpellini, Giambattista Brocchi et Domenico Morichini assistent à sa conférence.
Elle meurt en 1828, à l'âge de soixante-deux ans.